# Георги Соколов – Соколето
Вижте пояснителната страница за други личности с името Георги Соколов.
Георги Апостолов Соколов – Соколето е бивш български футболист, нападател. Роден е на 19 юни 1942 г. в София, починал на 27 юни 2002 г. Кариерата му преминава предимно в „Левски“.
Соколов е смятан за един от най-големите таланти в историята на българския футбол, който така и не развива докрай качествата си. Притежава брилянтна техника, неподражаем дрибъл, пробивна мощ в нападение, точен пас и поразяващ удар. В анкетата на вестник „Нощен Труд“ за Най-добър футболист на България за 20 век е класиран от футболните специалисти на 16-о място, а от футболните фенове на 7-о място.

## Кариера

### На клубно ниво
Георги Соколов започва кариерата си в Спартак (Пловдив), чийто треньор е неговият баща – легендарният вратар Апостол Соколов. Дебютира в А група на възраст от 15 години и 5 месеца през есента на 1957 г. в мач срещу Спартак (Плевен), което го прави най-младият футболист в историята на елитното ни първенство.
В началото на 1958 г. е привлечен в Левски (София) от треньора Георги Пачеджиев. Дебютира за „сините“ на 17 август 1958 г. в контрола с английския Челси, играна в София. Две седмици по-късно прави своя дебют за Левски в А група при равенство 0:0 със Спартак (Варна), когато е на 16 години, 2 месеца и 12 дни. Утвърждава се като титуляр за Левски през сезон 1959/60. Остава в клуба 11 сезона, в които записва 239 мача и 83 гола във всички турнири. Автор е на историческия първи гол за Левски в евротурнирите – на 12 септември 1965 г. бележи в 8-а минута на 1/16 финала за КЕШ срещу Юргорден на стадион „Росунда“ в Стокхолм, като срещата завършва 2:1 за шведите.
През 1969 г. след обединението на Левски със Спартак (София) е скандално изгонен от отбора, макар да е талант и да е само на 27 години тогава. Според мнозина, причината за това е, че е неудобен на новите милиционерски шефове в клуба. Соколов никога не е бил партиен член на БКП. Освен това, дядо му Златан Соколов е бил личен телеграфист на цар Борис III, заради което Соколето не е долюбван от комунистическата власт. Тогава той получава предложение да заиграе във „вечния враг“ ЦСКА (София) от треньора Манол Манолов, но футболната федерация не разрешава това. Кариерата на Георги Соколов е съсипана.
След това изкарва кратки периоди в Дунав (Русе), Хасково (в Б РФГ) и Академик (София) и приключва с футбола, ненавършил още 30 години.
Изкарва си прехраната като продавач на сироп на Солни пазар и при него вечно се тълпят хора, обсъждащи футбола. Има малка роля като себе си във филма „Живот до поискване“ (1987).

### В националния тим
През пролетта на 1959 г. Соколов е една от основните фигури в юношеския национален тим на България, спечелил европейска титла на турнира в София. Дебютира за националния на 13 май 1959 г. при победата с 3:2 над Холандия в София (на 16 години, 10 месеца и 27 дни – най-младият футболист, играл за А отбора в историята). Участва на Световното първенство по футбол – 1962 г. в Чили – играе в 2 мача. В първия от тях срещу Унгария (1:6) е записан в протокола на ФИФА като автор на първия гол за България на световно първенство . С това се нарежда сред първите 10 най-млади голмайстори на световни първенства – на 19 години и 341 дни. (Според Световната асоциация за футболна статистика RSSSF и българските издания автор на гола е Георги Аспарухов ). Последният му мач е на 4 септември 1965 г. срещу ГДР (3:2). 